# Roger Abotome Bakabisya
 Roger Abotome Bakabisya (né à Isiro le 24 février 1981) est un homme politique de la République démocratique du Congo et député national, élu de la circonscription de Watsa dans la province du Haut-Uele,.

## Biographie
Roger Abotome est né à Isiro en République démocratique du Congo dans la province du Haut-Uele, et est élu député national dans le territoire de Watsa,.
Il est dirigeant du FC Ouragan de la ville de Durba.